# 遮蔽装置
遮蔽装置（しゃへいそうち、英: cloaking device）は、特定の物体を不可視にする、主にサイエンス・フィクション作品に登場する架空の技術の一つである。偽装装置、または英語読みをそのまま用いてクローキング装置、クローキング・デヴァイスなどと呼ぶこともある。多くの作品では、物体を視覚的に見えなくする、つまり可視光線を遮蔽するだけでなく、あらゆるセンサーにも感知されないように電磁波なども遮蔽できるという設定となっている（劇中描写は、宇宙版潜水艦に近い）。映像作品としての初出は1966年に米国で放映された『スタートレック』。
科学研究の進展は、現実世界の遮蔽装置が、少なくとも1つの波長の電磁放射から物体を隠すことができることを示している。科学者たちはすでに、メタマテリアルと呼ばれる人工的な材料で物体の表面を被覆することにより、物体の周囲で光を曲げている。メタマテリアルは負の屈折率を示すことに特徴があり、光はメタマテリアルの内部を伝搬し、物体の背後に放射される。しかし、全スペクトルにおいて、遮蔽された物体は遮蔽されていない物体よりも多く散乱する。

## 科学実験
- メタマテリアル研究
- 光学迷彩
- プラズマステルス
- メタスクリーン
- ハウエル/チェイの遮蔽装置
- 力学における遮蔽

## スタートレックの遮蔽装置
当初は「偽装装置」「透明偽装装置」「透明シールド」「消去装置」等の複数の訳が混在していたが、現在は本項の通り「遮蔽装置」と訳されている。いくつかの方式がある。

### 逆位相電磁波方式
『宇宙大作戦』当初の遮蔽装置は、逆位相電磁波を用いたものが使用されていた。
『宇宙大作戦』劇中に登場した偽装装置は、直径50cm程度の発光する球体であり、大人1人で抱えて運搬することができる。また、小改造を施すだけで連邦艦でも装備・運用できる。

### 重力レンズ方式
『新スタートレック』以降のシリーズの遮蔽装置は重力レンズ効果を用いたものである。簡単に説明すると、宇宙船を覆う閉曲面に入射してくる素粒子や可視光線を含む電磁波などを、重力波からなる閉曲面に沿って正確に誘導し、反対側に放つ。これにより、光が遮蔽したものを素通りしたかのように見える、つまり、閉曲面の内側の宇宙船が見えなくなるという仕組みである。しかし、比較的初期のものは精度が低く、背後の天体などがゆがんで見えてしまう問題があり、映像で外部の景色を確認することにより、見破ることも出来た。
遮蔽している宇宙船自身から放出される電磁波は、閉曲面の内側で反射し続けることによって、外側に漏れ出ないようにする。しかし、このままでは宇宙船から放出される熱も閉曲面内にこもり、内部は蒸し風呂状態となるという問題点が出てくる。この問題は、船体表面を緑色に塗装することによって、気付かれないほど少しずつ放熱できるということが判明し解決したとされている。
このような遮蔽プロセスからも分かるように、遮蔽装置には大量のエネルギーと精密なコンピュータ制御が必要である。さらに、遮蔽中は基本的に武器の使用はできない、遮蔽開始時と解除時には防御シールドを一時的に解除しなければならないなどといった問題もある。
それでも、24世紀（『新スタートレック』の時代）においてもなお遮蔽した宇宙船は数十隻の宇宙船を用いてタキオン探知網を形成し、大規模な封鎖網を形成しない限り発見することは不可能なため、前述したリスクに見合った隠密行動ができる有用な技術となっている。
遮蔽装置はロミュラン人が開発したものであり、主にロミュラン帝国とクリンゴン帝国（ロミュランと一時期同盟関係にあり、その間に技術交換が行われた）が使用している。彼らの戦艦であるウォーバードやバード・オブ・プレイには標準装備されているため、基本的に彼らの船は緑色をしている（白色の連邦艦と「一目でわかる」ほどの映像演出上の区別をつけるためでもある）。ただし初期のロミュランのバード・オブ・プレイは白色のものもある。なお『新スタートレック』では、ロミュランは技術供与した遮蔽装置（の改良版）を使用したクリンゴン戦艦を探知出来ないという描写がある。
惑星連邦は、22世紀中頃に勃発したロミュラン戦争後、ロミュラン帝国と締結したアルジェロン条約で遮蔽装置の不保持を決定している。しかし、ボーグやドミニオンなどの脅威の増大により遮蔽装置の必要性が出てきたため、ロミュランとの合意の下でU.S.S.ディファイアント（NX-74205）にγ宇宙域でのみ使用可能という条件で遮蔽装置が搭載された。ただし、この条件はディファイアントの艦長シスコの"現場の判断"もあり、必ずしも遵守はされていない。また、2代目ディファイアント（NCC-75633）やその他のディファイアント級宇宙艦には遮蔽装置が搭載されている描写はなく、小説『カーク艦長の帰還』においてディファイアント級U.S.S.モニターに装置されているのが見られる程度である。
なおドミニオンは反陽子スキャンを利用することにより、U.S.S.ディファイアントの遮蔽（＝ロミュランの遮蔽装置）を見破ることが可能なようで、ディファイアントは再三危機に陥っている。また、ドミニオン戦争後期には、ドミニオン軍は「何らかの長距離タキオンスキャナー」を用いて、クリンゴンの遮蔽を見破る事ができている。ただしそれ以降もクリンゴンは遮蔽を使用して作戦行動を行っているため、対抗策を講じたか、ドミニオンのスキャナーが限定的な性能であったと推測される。
映画『スタートレックVI 未知の世界』では、遮蔽装置（当時の表記は「透明偽装装置」）の作動中にも砲撃できたり、防御シールドの使用可能なクリンゴン戦闘艇『ダグロン』が登場する。また、映画『ネメシス/S.T.X』には、遮蔽しながら戦闘可能な上に、地球の全生命を一撃で死滅させる大量破壊兵器「セラロン放射装置」まで搭載したさらに強力なレムスの戦艦シミターが登場する。両艦はいずれもシリーズ最終作に登場する、最後にして最強の敵艦という役割で登場しており、その艦に限られた遮蔽能力として扱われている。具体的な描写としては「砲撃時に一瞬だけ部分的に遮蔽を解除する」等である。

### 量子位相遷移方式
次世代の遮蔽装置として「物質の位相をずらし、通常空間とは少しだけずれた世界に移動する」ことで、センサーによる探知を防ぐ遮蔽装置も作中に登場する。劇中における説明では両者は同等の技術によるものであり、この装置の影響下にあるものは、壁を抜ける幽霊のように他の物体を透過することが可能となり、例えるなら恒星や惑星の内部にも潜めることとなる。なおこの型式の遮蔽は、アニオンビームの強い照射によって外部から強制的に解除することができる。